# The Adventures of Superpup
The Adventures of Superpup je nerealizovaný americký sci-fi televizní seriál odvozený od seriálu Adventures of Superman. V roce 1958 byl natočen jediný pilotní díl, který však nebyl odvysílán. Děj seriálu se měl odehrávat ve fiktivním vesmíru obývaném psy a měly zde vystupovat psí verze supermanovských postav. Ztvárnit je měli lidští herci postižení nanismem v psích převlecích. Autorem pilotu je Whitney Ellsworth, producent seriálu Adventures of Superman, který později vytvořil rovněž nerealizovaný seriál The Adventures of Superboy. Natočený pilotní díl The Adventures of Superpup byl v roce 2006 vydán na DVD jako součást čtrnáctidiskového box setu Superman Ultimate Collector's Edition.
V pilotní epizodě The Adventures of Superpup se reportérka Pamela Poodle stane cílem ďábelského profesora Sheepdip, jenž ji připoutá k raketě, kterou chce vystřelit do vesmíru. Vše musí zachránit Pamelin kolega Bark Bent, alias Superpup.

## Obsazení
- Billy Curtis jako Bark Bent / Superpup
- Ruth Delfino jako Pamela Poodle
- Angelo Rossitto jako Terry Bite
- Frank Delfino jako seržant Beagle
- Harry Monty jako profesor Sheepdip
- Sadie Delfino jako Sheepdipova oběť